# Senato del Kansas

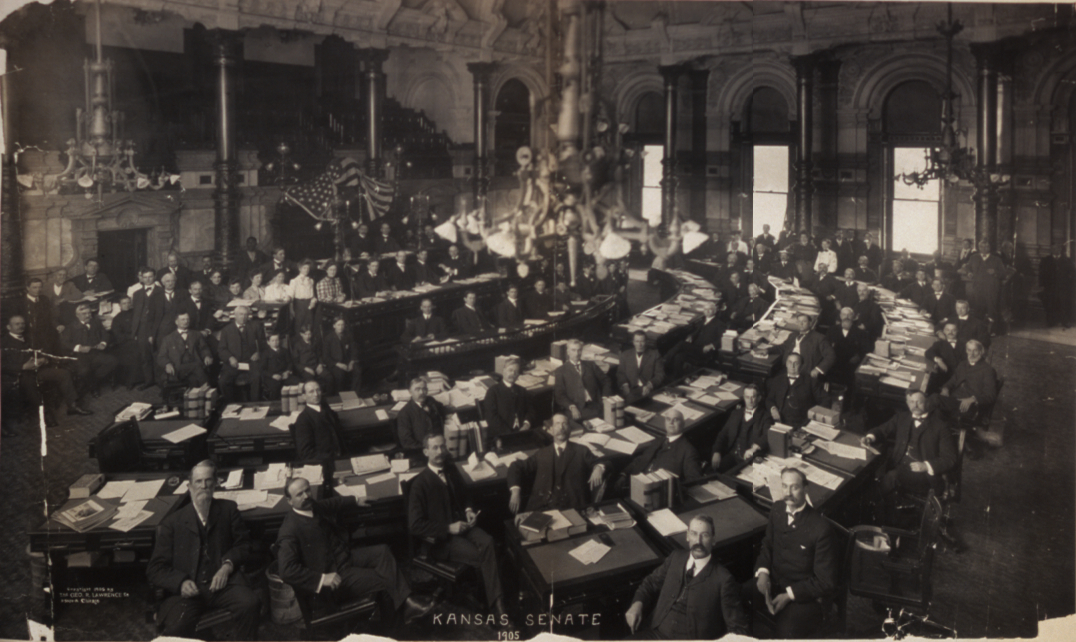
Il Senato del Kansas, 1905.

Il Senato del Kansas è, insieme alla Camera dei Rappresentanti, una delle due camere della Legislatura del Kansas. Essa si riunisce nel Campidoglio dello Stato del Kansas.
Composta da 40 membri, la Camera viene eletta ogni quattro anni.